# Arachné

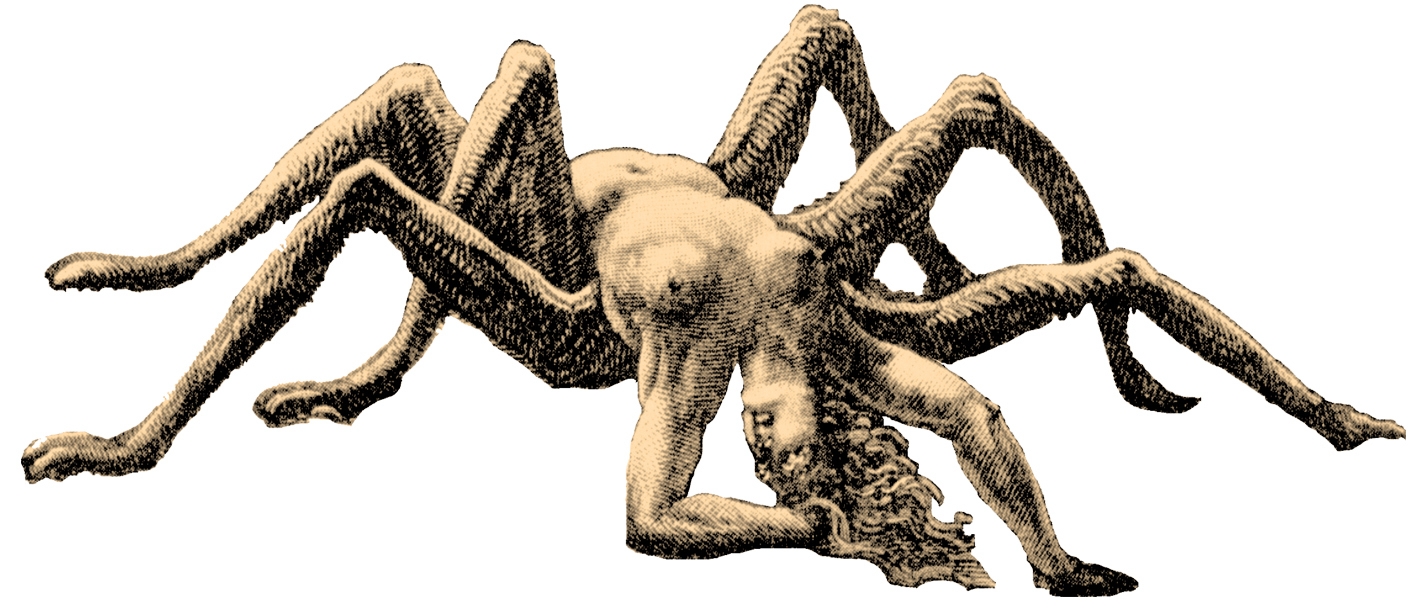
Arachné (Gustave Doré, 1861)

Arachné (latinsky Arachne, z řeckého ᾰ̓ρᾰ́χνη arachné „pavouk“) je postava z Ovidiova díla Proměny, dívka, jež vyzvala Athénu na soutěž v tkaní, za což byla potrestána proměnou v pavouka.

## Příběh
Arachné byla dcerou pastýře Idmóna z Kolofónu v Lýdii a vynikala v tkaní. Počala tvrdit, že je v tomto umění lepší než Athéna a nepřiznávala této bohyni žádnou zásluhu na svých dovednostech. Athéna se jí tedy zjevila v podobě staré ženy a řekla Arachné, že se nemůže měřit bohům a že má prosit bohyni o odpuštění. Dívka však trvala na své převaze a vyzvala Athénu, ať se nevyhýbá soutěži. Poté bohyně sňala svůj převlek a soupeření o nejlepší tapisérii počalo – Athéna na té své vypodobnila bohy v jejich velikosti, zatímco Arachné milostná dobrodružství bohů. Athéna uražena dokonalostí dívčina díla a jeho námětem Arachninu tapisérii roztrhala, dívku fyzicky napadla a ta se v zoufalství oběsila. Athéna poté s jistou lítostí i doznívajícím hněvem oběšenou pokropila výtažkem z Hekatiných bylin a proměnila v pavouka, jenž věčně přede své sítě.

## Původ
Ovidiovo zpracování příběhu je nejstarším známým a je otázkou zda není jeho invencí. Na existenci starší verze však může ukazovat zmínka ve Vergiliových Zpěvech pastýřských o pavoukovi jež byl obětí Minerviny zloby, přičemž pramenem by pak snad mohlo být ztracené dílo Heteroioumena „Proměny“ řeckého básníka Nikandra z Kolofónu. Až z doby po Ovidiově díle pochází zmínka Plinia staršího o jejím synu Closterovi jež vynalezl vřeteno, jméno této postavy snad může variace na jméno jedné z moir – Klóthó „Předoucí“. Druhá zmínka, kusá a nejasná pochází z Nonnových Dionýsiak. Mytoložka Wendilyn Emrys se tak domnívá že příběh o Arachné neměl předlohu v řecké mytické tradici a je Ovidiovou invencí, snad ovlivněnou lokálním maloasijským příběhem s nímž se autor setkal na svých cestách.